# Petrorhagia arabica
Petrorhagia arabica är en nejlikväxtart som först beskrevs av Pierre Edmond Boissier, och fick sitt nu gällande namn av Peter William Ball och Heywood. Petrorhagia arabica ingår i släktet klippnejlikor, och familjen nejlikväxter. Inga underarter finns listade i Catalogue of Life.